# Abbaye de Sawley
L’abbaye de Sawley est une abbaye cistercienne en ruine datant du XIIe siècle, située dans le village britannique de Sawley, dans le Lancashire en Angleterre.

## Historique
Elle est créée en 1147 comme une maison-fille de l’abbaye de Newminster et existe jusqu’à la dissolution des monastères par Henri VIII, en 1536.
Ses ruines font aujourd’hui partie des propriétés de l’English Heritage, et sont classées grade I et protégées (scheduled monument). Elles sont rendues accessibles aux visiteurs, ainsi que les parties conservées de l’église et du réfectoire ; des panneaux informent de l’histoire du site.
En mars 2009, l’abbaye a été le lieu de tournage du premier épisode de la saison 3 de la série télévisée Les Tudors.

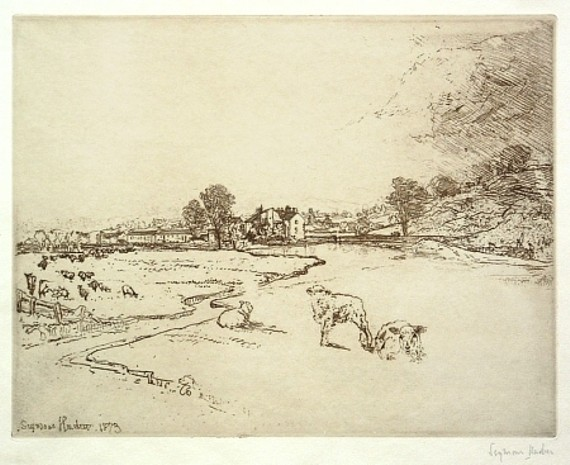
Les ruines de l'abbaye en 1873.